# Belberaud
Belberaud är en kommun i departementet Haute-Garonne i regionen Occitanien i södra Frankrike. Kommunen ligger i kantonen Montgiscard som tillhör arrondissementet Toulouse. År 2022 hade Belberaud 1 528 invånare.

## Befolkningsutveckling
Antalet invånare i kommunen Belberaud
Referens:INSEE